# Bruno Junk
Bruno Junk   (Valga, 27 de setembre de 1929 - Tartu, 22 de setembre de 1995) fou un atleta estonià, especialista en marxa atlètica, que va competir sota bandera de la Unió Soviètica durant les dècades de 1940 i 1950.
El 1952 va prendre part en els Jocs Olímpics d'Estiu de Hèlsinki, on va guanyar la medalla de bronze en la prova dels 10 quilòmetres marxa del programa d'atletisme. Quatre anys més tard, als Jocs de Melbourne va guanyar la medalla de bronze en la prova dels 20 quilòmetres marxa.
Durant la seva carrera esportiva va establir el rècord del món dels 15 km marxa el 1951 (1:08:08.0), dels 20 km el 1956 (1:30:00.8) i dels 3 km el 1952 (11:51.4), tot i que aquests dos darrers no foren reconeguts oficialment. A nivell nacional va guanyar quatre títols soviètics: dos en els 20 km, el 1951 i 1956, i dos en els 10 km, el 1952 i 1953, així com vuit títols estonians: el 1949-50 i de 1956 a 1959 dels 20 km, el 1958 dels 10 km i el 1959 dels 30 km.
Una vegada retirat va exercir d'entrenador d'atletisme. Entre el 1964 i el 1970 fou vicepresident de la Federació Estònia d'Atletisme i entre el 1979 9 1987 en fou el president. Col·laborà a la revista esportiva Kehakultuur i al diari Spordileht. Des del 1996 se celebra un campionat de marxa en el seu honor a la seva vila natal.

## Millors marques
- 10 quilòmetres marxa. 42'20,6" (1958)
- 20 quilòmetres marxa. 1h 28' 05" (1956)